# Arroyomolinos (Cáceres)
Arroyomolinos es un municipio español de la provincia de Cáceres, Extremadura. Desde el censo de 1857 hasta el de 1981 se denominaba Arroyomolinos de Montánchez.

## Símbolos
El escudo de Arroyomolinos fue aprobado mediante la "Orden de 2 de marzo de 1993, por la que se aprueba el Escudo Heráldico y Bandera Municipal, para el Ayuntamiento de Arroyomolinos (Cáceres)", publicada en el Diario Oficial de Extremadura el 18 de marzo de 1993 y aprobada por el Consejero de Presidencia y Trabajo Manuel Amigo, luego de haber sido aprobado el expediente por el ayuntamiento el 7 de mayo de 1991 y el 12 de noviembre de 1992 y haber emitido informes favorables el Consejo Asesor de Honores y Distinciones de la Junta de Extremadura el 28 de enero y 24 de noviembre de 1992. El escudo se define oficialmente así:

Escudo medio partido y cortado. Primero, de gules, barra ondada de azur, filateada de plata, sumada de molino, de plata. Segundo, de plata, Cruz de Santiago, de gules. Tercero, de oro, higuera, de sinople. Al timbre, Corona Real cerrada.

## Geografía física
El término municipal de Arroyomolinos limita con:
- Montánchez al norte;
- Alcuéscar al oeste;
- Exclaves de Montánchez y Alcuéscar al suroeste;
- Mérida y Santa Amalia al sur;
- Almoharín y Valdemorales al este.

## Historia
Fue fundado en 1228 por el rey Alfonso IX de León, pero sus tierras han sido habitadas desde el neolítico. Ya en tiempos romanos se construyeron los molinos que le dan nombre a la localidad. Los árabes construyeron también este tipo de molinos.
El 28 de octubre de 1811, se produce el acontecimiento histórico más importante de Arroyomolinos. Durante la Guerra de la Independencia Española, en Arroyomolinos se produjo una importante victoria sobre el ejército francés. La batalla que tuvo lugar fue conocida como la Batalla del Arroyo dos Molinos (según la historiografía inglesa) y también como la Sorpresa de Arroyomolinos. En ella, un ejército aliado anglo-hispano-portugués, bajo las órdenes del general Rowland Hill, derrotó a las tropas francesas del general Jean-Baptiste Girard.
A la caída del Antiguo Régimen la localidad se constituye en municipio constitucional en la región de Extremadura. Desde 1834 el municipio quedó integrado en el partido judicial de Montánchez, y en el censo de 1842 contaba con 600 hogares y 3287 vecinos.

## Demografía
Arroyomolinos cuenta con una población de 812 habitantes (INE 2024).
| Gráfica de evolución demográfica de Arroyomolinos entre 1842 y 2021 |
| |
| Población de derecho según los censos de población del INE Población de hecho según los censos de población del INEEn estos censos se denominaba Arroyomolinos de Montánchez: 1857, 1860, 1877, 1887, 1897, 1900, 1910, 1920, 1930, 1940, 1950, 1960, 1970 y 1981. |

## Ayuntamiento

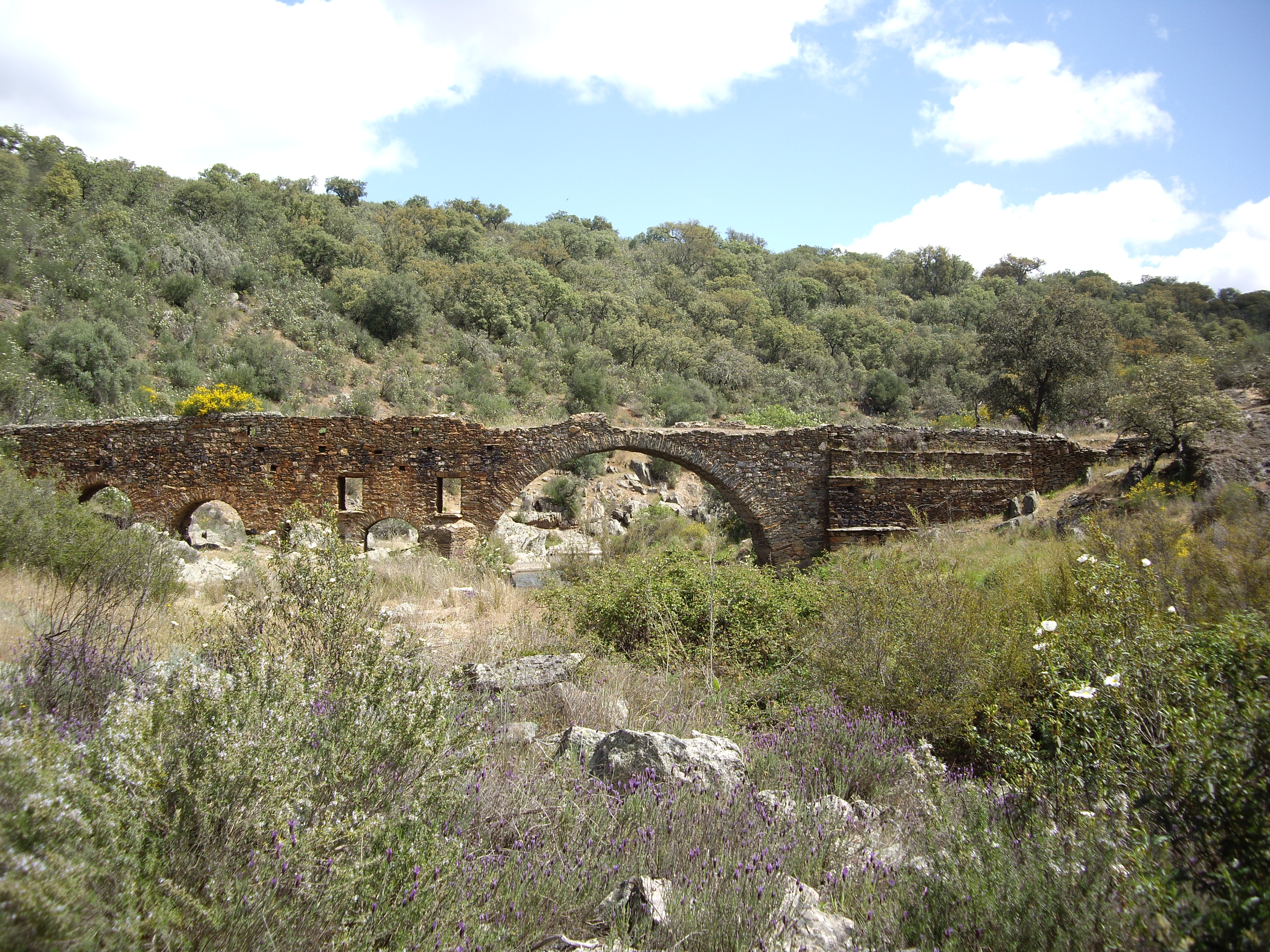
Puente Serapio.

| Partidos políticos en el Ayuntamiento de Arroyomolinos (2019-2023) |            |
| Partido político                                                   | Concejales |
| PSOE                                                               | 3          |
| Extremeños                                                         | 3          |
| PP                                                                 | 1          |

## Patrimonio

### Iglesia de Nuestra Señora de la Consolación
Es el monumento más importante de la villa. Los primeros cimientos se remonta a siglo XVI, aunque fue terminada en el siglo XVII. Organizada interiormente en una sola nave de cuatro tramos, techados mediante bóvedas de cañón con lunetos, una gran cabecera poligonal, rematada con una compleja bóveda de crucería.
En los laterales del templo se abren dos portadas, siendo la septentrional una notable obra en la que se funden elementos góticos y renacentistas.
Del interior destacan varias obras que se pueden fechar las más antigua en el siglo XV como es el rico sepulcro también plateresco, en la parte superior tiene un crucifijo y ángeles a los lados, todo ello en piedra; se ignora a quién pudo haber pertenecido, pues su descubrimiento es de fecha reciente. 
Obra poco conocida pero no por ello menos importante es la tabla Virgen de la Leche, su nombre se debe al tema tratado, ya que se representa a la virgen madre amamantando a su hijo.

### Ermita de San Sebastián
Joya renacentista de Arroyomolinos. Esta ermita es obra de uno de los principales maestros del renacimiento español. La obra olvidada de Roque Balduque.
En el lugar antiguamente conocido por el Arrabal, al final de la calle de Santo se alza la ermita dedicada a San Sebastián. Consta de una sola nave con tres cuerpos, camarín y sacristía. El altar mayor, en forma de concha, y entre otras imágenes destaca la de San Sebastián, documentada como obra del escultor del renacimiento sevillano Roque Balduque, escultor de origen flamenco (?-1561), hay que destacar que la producción de este sobre todo se refiere a las imágenes marianas, supone el punto de partida tanto iconográfica como estilísticamente para las creaciones de los escultores del posterior manierismo sevillano. La imagen muestra la elegancia y el empaque de las figuras renacentistas pero con cierta expresión melancólica, además posee los grafismos propios de la producción de este escultor sobre todo en la manera de tratar los ropajes.
El acceso a la ermita se hace a través de una puerta de estilo gótico, adornada con dovelas, con entrada por la calle del Santo y por otra puerta dintelada, que mira a poniente, un amplio patio, con arreates llenos de flores y rodeado de altas paredes, servía de escenario para la tradicional ofrenda al Santo. Está reforzada por el exterior de recios contrafuertes, que van adosados a los muros, dando resistencia al tiempo para seguir para seguir desafiando al paso del tiempo: en el tejado, sobre la parte que cubre el altar, se levanta una humilde espadaña donde hay una pequeña campana.

## Festividades
En Arroyomolinos se celebran las siguientes fiestas:
- San Sebastián, el 20 de enero;
- Jueves de Comadres;
- Carnavales;
- La Jira, romería el Domingo de Resurrección;
- Virgen de la Consolación, el 15 de agosto;
- Chaquetía, el 1 de noviembre.

28 de octubre " Sorpresa de Arroyomolinos " representación de la batalla